# Роджерс, Николас (легкоатлет)
Николас Роджерс (англ. Nicholas Rogers; род. 2 мая 1975, Сиэтл, Вашингтон) — американский легкоатлет, специалист по бегу на средние и длинные дистанции, кроссу и марафону. Выступал на профессиональном уровне в 1990-х и 2000-х годах, бронзовый призёр чемпионата мира по кроссу в командном зачёте, чемпион США в беге на 10 км, призёр первенств национального значения, участник летних Олимпийских игр в Сиднее.

## Биография
Николас Роджерс родился 2 мая 1975 года в Сиэтле, штат Вашингтон.
Занимался лёгкой атлетикой во время учёбы в Орегонском университете, состоял в местной университетской команде «Орегон Дакс», в составе которой неоднократно принимал участие в различных студенческий стартах в США, в частности в 1996 году бежал кросс в первом дивизионе чемпионата Национальной ассоциации студенческого спорта (NCAA).
В 2000 году вошёл в состав американской сборной и выступил на чемпионате мира по кроссу в Виламуре, где занял итоговое 76-е место. Позднее выиграл бронзовую медаль в беге на 5000 метров на национальном олимпийском отборочном турнире в Сакраменто — тем самым удостоился права защищать честь страны на летних Олимпийских играх в Сиднее. На Олимпиаде в ходе предварительного квалификационного этапа 5000 метров показал результат 13:46.18, чего оказалось недостаточно для выхода в финал.
В 2001 году на кроссовом чемпионате мира в Остенде показал 47-й результат в личном зачёте и вместе с соотечественниками стал бронзовым призёром командного зачёта. Позднее победил на чемпионате США по бегу на 10 км, бежал 5000 метров на чемпионате мира в Эдмонтоне — в финал не вышел.
В 2003 году отметился выступлением на чемпионате мира по кроссу в Лозанне, где занял 79-е место.
В 2005 году получил золото и серебро на полумарафонах в Белвью и Ванкувере соответственно.
В 2007 году с результатом 2:20:35 финишировал шестым на Бабушкином марафоне в Дулуте и по окончании сезона завершил спортивную карьеру.